# امبروس کلارک
امبروس کلارک (انگلیسی: Ambrose Clarke؛ زادهٔ ۱۰ سپتامبر ۱۹۴۵) بازیکن فوتبال اهل بریتانیا است.
از باشگاه‌هایی که در آن بازی کرده‌است می‌توان به باشگاه فوتبال اسکلمرسال یونایتد، باشگاه فوتبال بارو، باشگاه فوتبال ساوتپورت، باشگاه فوتبال اورتون، و باشگاه فوتبال فورمبی اشاره کرد.